# Spingere
Spingere è un singolo del duo musicale italiano Il Pagante, pubblicato il 23 gennaio 2024 come terzo estratto dal loro quarto album in studio FOMO

## Descrizione
Il brano, prodotto dal gruppo di producer ITACA, ha visto la partecipazione vocale del rapper italiano VillaBanks. In un'intervista, i componenti del gruppo Il Pagante hanno dichiarato che l'idea iniziale del brano è stata di VillaBanks.

## Video musicale
Il videoclip del brano è stato reso disponibile sul canale YouTube del gruppo Il Pagante il giorno stesso dell'uscita del singolo. La regia è stata curata da Andrea Gallo, e il video racconta una storia, quella del partito politico Popolo della Gaina. Il partito inaspettatamente vince le elezioni, ma un mese dopo viene diffusa la notizia che il primo ministro (interpretato da Filippo Champagne) ha utilizzato in un casinò il denaro destinato alla manovra finanziaria. Nel videoclip del brano appaiono diversi personaggi di tendenza sui social o comunque noti, come il disc jockey e conduttore radiofonico Wad, Filippo Champagne, Nevio lo Stirato, Giuseppe Cruciani e David Parenzo, oltre che due personaggi noti su TikTok.

## Tracce
Testi e musiche di Vieri Igor Traxler e ITACA.
1. Spingere (feat. VillaBanks) – 2:33

## Classifiche
| Classifica (2024) | Posizione massima |
| ----------------- | ----------------- |
| Italia            | 21                |